# Le Scandale (film, 1967)
Pour les articles homonymes, voir Le Scandale.
 (juillet 2025).
Pour plus de détails, voir Fiche technique et Distribution.
Le Scandale est un film français réalisé par Claude Chabrol, sorti en 1967.

## Synopsis
À la suite d'une soirée bien arrosée, Paul Wagner est attaqué par des voyous qui étranglent sa passagère et le blessent sérieusement à la tête. Depuis, il souffre d'un traumatisme crânien dont il a du mal à se remettre et ne peut gérer pleinement son entreprise de négoce de champagne. Christine Belling profite de la situation pour essayer de vendre l'entreprise, alors que Paul refuse. Des meurtres sont commis : tout porte à croire que Paul est le coupable. Il se rapproche alors de Christine pour obtenir son soutien. Mais elle est assassinée à son tour. Paul est évidemment le principal suspect aux yeux des enquêteurs. Paul porte des soupçons sur Jacqueline, sa secrétaire, qui est au cœur de cette affaire. Jacqueline est liée à Christopher, le mari de Christine. On découvre alors qu'ils se sont associés pour détourner la fortune de Paul Wagner.

## Fiche technique
- Titre original : Le Scandale
- Réalisation : Claude Chabrol
- Scénario : Claude Brulé, Derek Prouse et Paul Gégauff, d'après une idée originale de William Benjamin
- Direction artistique : Rino Mondellini
- Costumes : Maurice Albray
- Photographie : Jean Rabier Cinemascope
- Cadreur : Claude Zidi
- Son : Guy Chichignoud
- Musique : Pierre Jansen
- Montage : Jacques Gaillard
- Production : Raymond Eger
- Production associée : Jacques Natteau
- Société de production : Universal Pictures
- Société de distribution : Universal
- Pays d'origine :  France
- Langue originale : français
- Format : Couleur (Technicolor) - 35 mm- 2,35:1 - Son Mono
- Durée : 105 minutes.
- Date de sortie : France : 31 mars 1967
- Affiche : Jouineau Bourduge (France)

## Distribution
- Maurice Ronet : Paul Wagner
- Anthony Perkins : Christopher Belling
- Yvonne Furneaux : Christine Belling
- Stéphane Audran : Jacqueline, Lydia
- Suzanne Lloyd : Evelyne Whartom
- Henry Jones : Clark
- Catherine Sola : Denise
- Christa Lang : Paula
- George Skaff : M. Loukhoum
- Marie-Ange Aniès : Michèle
- Henri Attal : un agresseur
- Robert Burnier : le général
- Colin Drake : invité chez Evelyne
- Pierre Gualdi : l'évêque
- Raoul Guylad : client chez Denise
- Denise Péronne : la femme qui a connu Christopher
- Anthony Stuart : invité chez Christine
- Annie Vidal : Jacqueline
- Dominique Zardi : un agresseur
- Jean-Pierre Zola : invité chez Evelyne
- Catherine Langeais
- Pierre Sabbagh